# Roman Berbr
Roman Berbr (* 23. června 1954) je bývalý český fotbalový funkcionář, v letech 2013–2020 místopředseda Fotbalové asociace České republiky (FAČR).

## Život
Vyučil se mlýnským montérem. V roce 1975 vstoupil do Sboru národní bezpečnosti (SNB), kde pracoval jako řidič náčelníka u plzeňské dopravní policie. Během služby absolvoval Praporčickou školu SNB, za kterou získal maturitu. Od 1. února 1979 do 31. ledna 1980 byl příslušníkem kontrarozvědky Státní bezpečnosti (StB), konkrétně referentem 2. oddělení I. odboru správy StB Krajské správy SNB Plzeň. Práci pro StB sám i přiznal, tvrdí ovšem, že zde pracoval až do roku 1988, a uvedl: Dělal jsem sedm let u rozvědky, to mě utužilo. Měl jsem na starosti Bundesnachrichtendienst, německou rozvědku, a Izraelce.
Působil jako fotbalový rozhodčí a funkcionář. Byl také aktérem několika kauz spojených s českým fotbalem. Otakar Černý o něm v srpnu 2017 prohlásil, že řídí český fotbal mafiánským způsobem.
Jeho partnerkou je bývalá šéfka komise rozhodčích FAČR a bývalá členka komisí rozhodčích UEFA a FIFA Dagmar Damková.

### Zatčení, policejní vyšetřování a soud
Dne 16. října 2020 byl spolu s dalšími 19 osobami zatčen policií České republiky při policejní razii v sídle FAČR a na dalších místech. Dne 18. října 2020 na něj byla uvalena vazba a den poté rezignoval na funkci místopředsedy FAČR a další funkce. Předmětem vyšetřování byla také možná zpronevěra peněz Plzeňského krajského fotbalového svazu. Celá kauza má mezinárodní rozměr, do vyšetřování aktivně vstoupil i expertní tým UEFA.
Dne 19. června 2024 byl nepravomocně odsouzen za zpornevěru peněz k tříletému podmíněnému trestu odnětí svobody s odkladem na pět let a peněžitému trestu ve výši dvou milionů korun. Proti verdiktu se Berbr na místě odvolal.